# أدريان شوكيت
أدريان شوكيت (بالإنجليزية: Adrienne Choquette)‏‏ (1915 في شاوينيغان - 1973 في مدينة كيبك) صحفية، وكاتبة قصص قصيرة، وكاتِبة من كندا.